# 基永加機場
基永加機場(英文：Kiunga Airport)是一個位於巴布亞新畿內亞基永加之民用機場。

## 航空公司及目的地
- 巴布亞新畿內亞航空 (達魯，美利湖，摩洛，芒特哈根，Tabubil)